# Prison Break: The Conspiracy
Prison Break: The Conspiracy (A conspiração), é um jogo de video game de ação e aventura 
baseado na primeira temporada da série de televisão da Fox Network chamada Prison Break, que deverá ser lançado para o Microsoft Windows, Xbox 360 e PlayStation 3.
A data de lançamento esteve marcada para 19 de Março de 2010 na Alemanha, 26 de Março de 2010 no Reino Unido e Europa, e 30 de Março de 2010 nos EUA. O jogo esteve em desenvolvimento para PlayStation 3 e Xbox 360 com o lançamento previsto para Fevereiro de 2009, mas foi cancelado quando a empresa Brash Entertainment fechou. No entanto, uma outra empresa chamada Zootfly continuou com  o desenvolvimento e financiou o projeto durante 13 meses. Quando o jogo estava quase terminado, o mesmo foi assumido por uma nova editora, chamada Deep Silver.

## Enredo
O protagonista do jogo de vídeo game "Prison Break: The Conspiracy", é um agente da "Companhia" chamado Tom Paxton, um novo personagem desenvolvido para a trama do vídeo game. Ele é mandado para a "Penitenciária Estadual de Fox River", para desvendar o mistério que há por trás de Michael Scofield (o herói da série da TV), estando na mesma prisão que seu irmão Lincoln Burrows.
A trama corre paralela à primeira temporada de Prison Break: Paxton encontra vários personagens da série e eventos imprescindíveis de sua própria perspectiva. A aventura de ação "Prison Break: The Conspiracy" tem todas as marcas da premiada série de TV: uma história emocionante, personagens distintos, e ação acelerada. Usando diversas escaladas e habilidades de furto, o protagonista "Paxton" explora vários locais da série, tudo trazido à vida com grande atenção aos detalhes.